# Edmund Stoiber

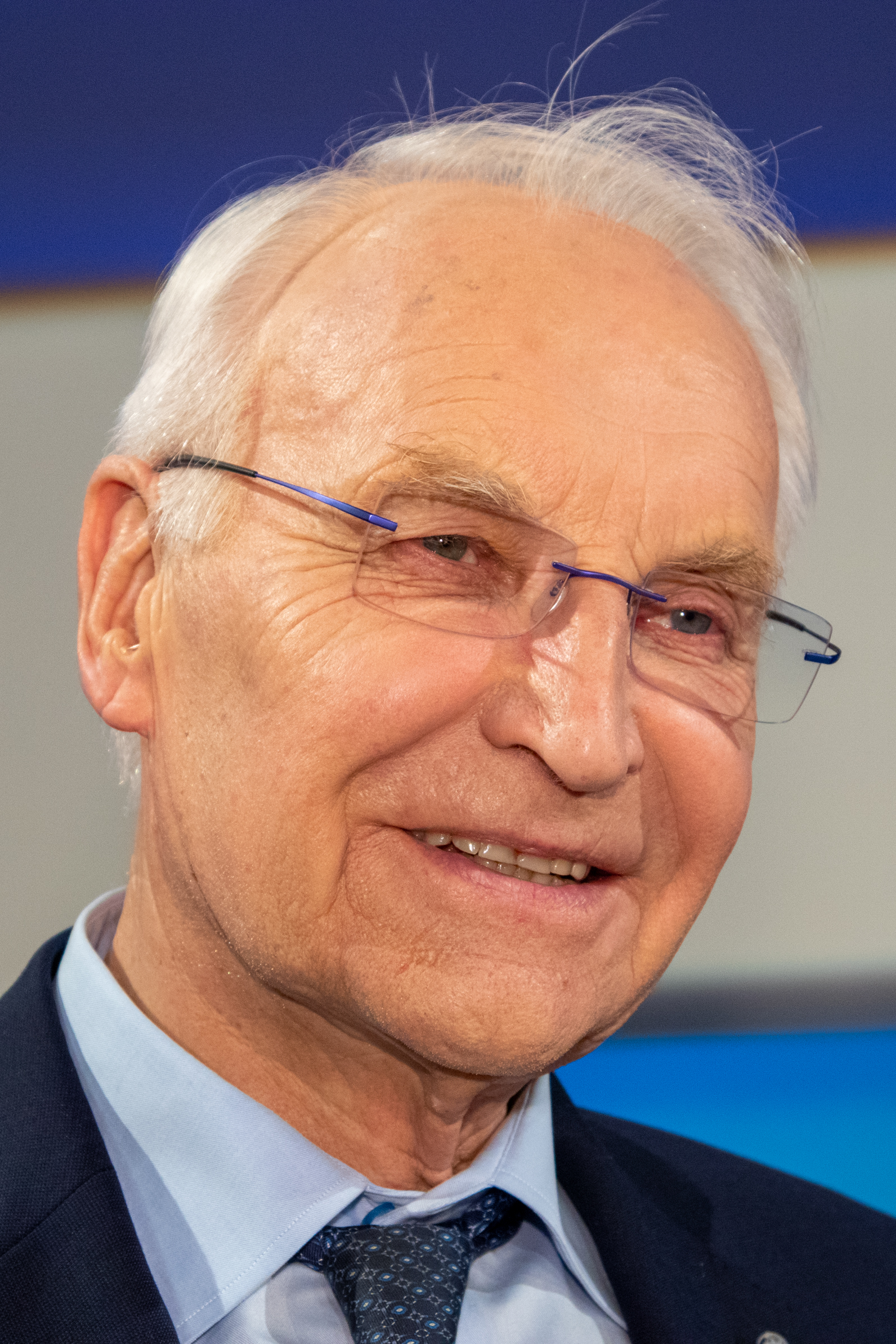
Edmund Stoiber (2019)

Edmund Rüdiger Stoiber (* 28. September 1941 in Oberaudorf, Oberbayern) ist ein deutscher Politiker (CSU). Von Mai 1993 bis September 2007 war er Ministerpräsident des Freistaates Bayern und von 1999 bis 2007 Vorsitzender der CSU.
Stoiber unterlag bei der Bundestagswahl im September 2002 als Kanzlerkandidat der Union gegen den damals amtierenden Bundeskanzler Gerhard Schröder. Bei der Landtagswahl in Bayern 2003 erreichte die CSU mit Stoiber als Spitzenkandidaten das nach Sitzverteilung beste Ergebnis, das je bei einer Landtagswahl in der Bundesrepublik erzielt wurde. Als bayerischer Ministerpräsident hatte er nach Alfons Goppel, der von 1962 bis 1978 amtierte, die bislang zweitlängste Amtszeit.
Nach seinem Rücktritt als Ministerpräsident war Stoiber in Brüssel ehrenamtlicher Leiter einer EU-Arbeitsgruppe zum Bürokratieabbau.

## Leben

### Ausbildung und Beruf
Edmund Stoiber wurde als drittes Kind des kaufmännischen Direktors Edmund Georg Stoiber und dessen Frau Elisabeth, geb. Zimmermann, in Oberaudorf am Inn (Landkreis Rosenheim) geboren und wuchs dort auf. Sein Vater stammte aus Schwarzenfeld in der Oberpfalz, seine Mutter aus Dormagen im Rheinland. Stoibers Großeltern mütterlicherseits waren aus Nabburg (Oberpfalz) ins Rheinland abgewandert.
Nach vierjähriger Volksschulzeit in Oberaudorf besuchte Stoiber seit 1951 das humanistische Ignaz-Günther-Gymnasium in Rosenheim, musste dabei die siebte Klasse wiederholen und legte dort im Juni 1961 das Abitur ab. Danach leistete er von 1961 bis 1962 als Reserveoffizieranwärter seinen Wehrdienst beim Gebirgsjägerbataillon 231 in Bad Reichenhall und beim Gebirgsjägerbataillon 233 in Mittenwald. Da er sich während der Ausbildung eine schwere Knieverletzung zuzog, wurde er vorzeitig entlassen. Er ist Mitglied im Kameradenkreis der Gebirgstruppe.
Nach dem Wehrdienst begann Stoiber im Herbst 1962 ein Studium der politischen Wissenschaften an der Hochschule für Politik München und der Rechtswissenschaft an der Ludwig-Maximilians-Universität München, welches er im August 1967 mit dem ersten juristischen Staatsexamen beendete. Danach war er wissenschaftlicher Mitarbeiter am Lehrstuhl für Strafrecht und Ostrecht an der Universität Regensburg. Im September 1967 wurde er im Oberlandesgerichtsbezirk München zum Rechtsreferendar ernannt und im Februar 1971 in München bei Friedrich-Christian Schroeder mit der Dissertation Der Hausfriedensbruch im Lichte aktueller Probleme zum Dr. iur. promoviert (Zweitgutachter war Reinhart Maurach). Im gleichen Jahr bestand er das zweite juristische Staatsexamen mit Prädikat.
Im selben Jahr trat er in das Bayerische Staatsministerium für Landesentwicklung und Umweltfragen ein, wo er von 1972 bis 1974 persönlicher Referent des Staatsministers Max Streibl und zuletzt auch Leiter des Ministerbüros war. Seit 1978 ist Stoiber als Rechtsanwalt zugelassen. Von 1978 bis 1982 war er außerdem als Syndikus für die Lotto-Toto-Vertriebsgemeinschaft Bayern tätig.

### Parteilaufbahn

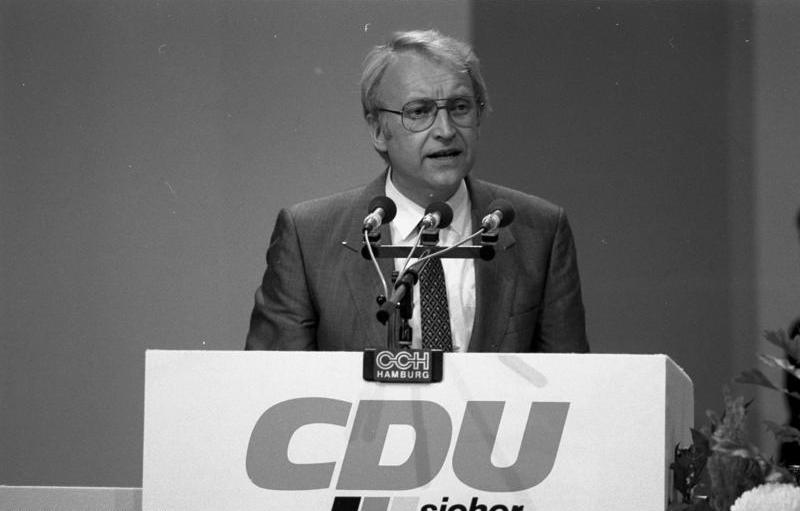
Edmund Stoiber (1981)

Edmund Stoiber trat im Dezember 1971 der Jungen Union und der CSU bei. Von 1974 bis 2008 war er Mitglied des Bayerischen Landtages. Von 1978 bis 1983 war er unter dem Parteivorsitzenden Franz Josef Strauß Generalsekretär der CSU. In diesem Amt erwarb er sich beim politischen Gegner aufgrund seiner scharfen Attacken einen Ruf als „blondes Fallbeil“. Als Generalsekretär war er außerdem verantwortlich für den Bundestagswahlkampf 1980, bei der der Kanzlerkandidat von CDU und CSU, Franz Josef Strauß, dem amtierenden Bundeskanzler Helmut Schmidt (SPD) unterlag.
Seit 1989 war Stoiber stellvertretender Vorsitzender der CSU. Außerdem war er 1989 bis 1993 Vorsitzender der Grundsatzkommission der CSU. Nach der für die Union verlorenen Bundestagswahl 1998 wurde er als Nachfolger des ehemaligen Bundesfinanzministers Theodor Waigel am 16. Januar 1999 mit 93,4 Prozent zum Parteivorsitzenden der CSU gewählt. Zuvor war es seit Stoibers Wahl zum bayerischen Ministerpräsidenten im Jahr 1993 mehrfach zu Konflikten mit Waigel gekommen.
Stoiber wurde am 9. Oktober 1999 mit 90 Prozent zum Parteivorsitzenden gewählt, am 13. Oktober 2001 mit 96,59 Prozent, am 19. Juli 2003 mit 96,97 Prozent sowie am 3. September 2005 mit 93,1 Prozent wiedergewählt. Auf dem Parteitag 2007 trat er nicht erneut für das Amt des CSU-Vorsitzenden an.
Bei seiner Abschiedsrede als Parteichef und Ministerpräsident hatte er auf dem Parteitag der CSU am 18. September 2007 von seinen Nachfolgern einen eigenständigen Kurs und ein klares konservatives Profil gefordert. Bayerns Wirtschaftsminister Erwin Huber wurde in einer Kampfabstimmung gegen CSU-Vizechef Horst Seehofer und die Fürther Landrätin Gabriele Pauli Nachfolger als Vorsitzender der CSU.

#### Kanzlerkandidatur
Im Januar 2002 konnte sich Stoiber nach dem „Wolfratshauser Frühstück“ mit Angela Merkel als gemeinsamer Kanzlerkandidat von CDU und CSU für die Bundestagswahl 2002 durchsetzen – als erster CSU-Politiker nach Franz Josef Strauß. Schwerpunktthemen seines Wahlkampfs waren die Wirtschafts- und Sozialpolitik, dabei besonders die Bekämpfung der Arbeitslosigkeit, die Innere Sicherheit und die wirtschaftliche Entwicklung des strukturschwachen Nordostens Deutschlands. Wahlkampfleiter im damals parallel zum gemeinsamen Team der CDU/CSU agierenden Stoiber-Team war Michael Spreng, der ehemalige Chefredakteur der „Bild am Sonntag“.
Die Wahl beendete den 16 Jahre andauerndern Abwärtstrend der Unionsparteien bei Bundestagswahlen; allerdings lagen die erreichten 38,5 Prozent immer noch deutlich unter allen Ergebnissen für die Unionsparteien von 1953 bis 1994. Trotz Zugewinnen von 3,4 Prozentpunkte gelang es Stoiber damit nicht, einer Koalition aus CDU/CSU und FDP die absolute Mehrheit zu sichern. Die SPD erhielt ebenfalls 38,5 Prozent (minus 2,4 Prozentpunkte), aber insgesamt 6.027 Stimmen (= 0,01 Prozent) mehr als die Union, und konnte aufgrund von Überhangmandaten die stärkste Bundestagsfraktion stellen; die bisherige Koalition behielt mit 306 von 603 Sitzen die Mehrheit. Insgesamt verfehlte Stoiber sein Ziel, eine schwarz-gelbe Koalition zu bilden, um etwa 570.000 Stimmen.
Zu Beginn des Jahres 2004 wurde Stoiber als möglicher Kandidat für das Amt des Bundespräsidenten gehandelt, verzichtete jedoch darauf.

### Staatssekretär und Landesminister
1982 wurde Stoiber als Staatssekretär und Leiter der Bayerischen Staatskanzlei in die von Ministerpräsident Franz Josef Strauß geführte Bayerische Staatsregierung berufen. 1986 wurde er in gleicher Funktion zum Staatsminister ernannt.
Nach dem Tod von Franz Josef Strauß wurde Stoiber 1988 im Kabinett von Max Streibl Bayerischer Staatsminister des Innern.

### Bayerischer Ministerpräsident
Nachdem Max Streibl im Mai 1993 als bayerischer Ministerpräsident wegen der Amigo-Affäre zurückgetreten war, wurde Stoiber am 28. Mai 1993 zu seinem Nachfolger gewählt. In dieser Funktion war er vom 1. November 1995 bis zum 31. Oktober 1996 auch Präsident des Bundesrates.

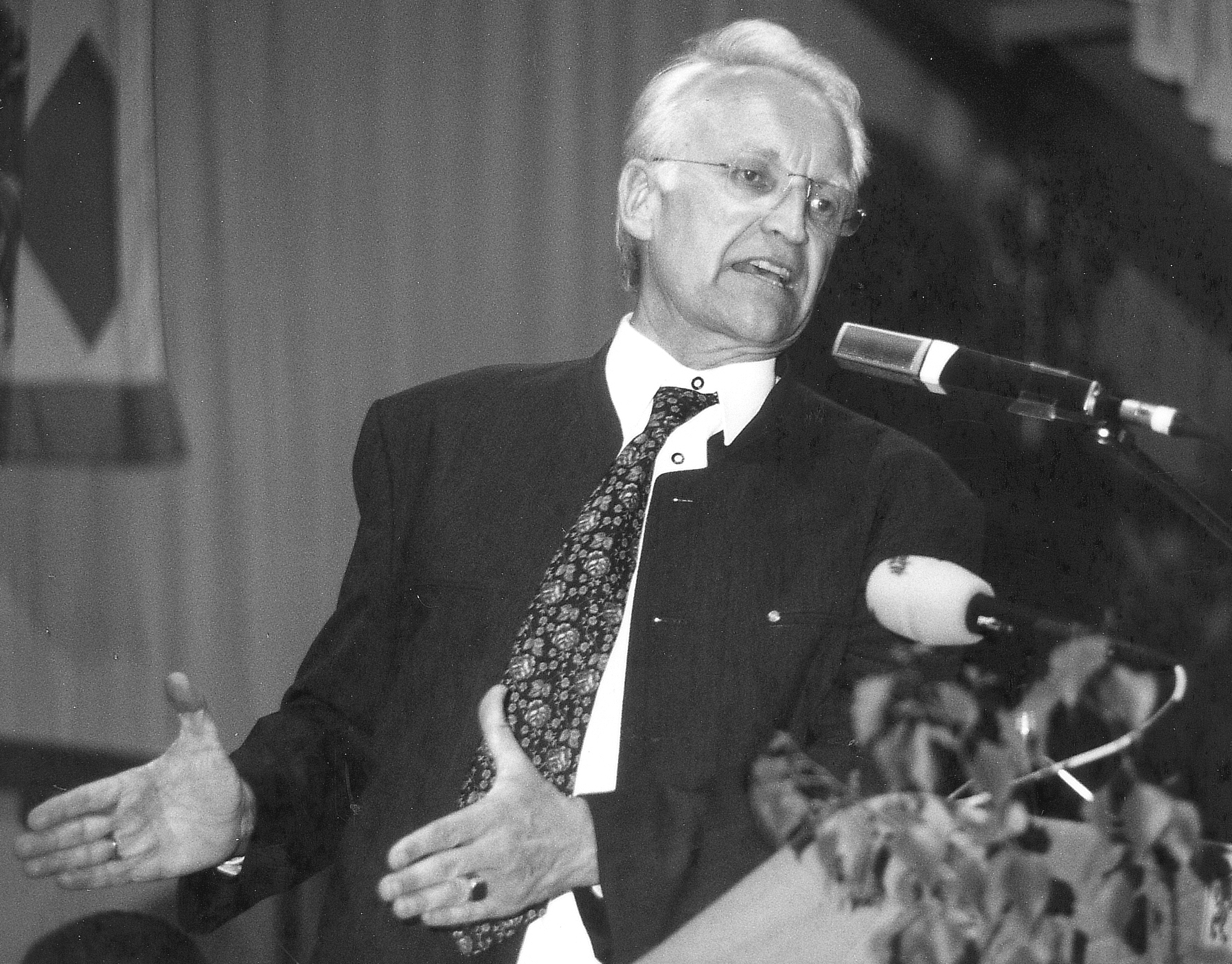
Edmund Stoiber bei einer Wahlkampfrede in einem Bierzelt in Kloster Reutberg (1999)

Bei den Landtagswahlen 1994 und 1998 konnte er als Spitzenkandidat der CSU deren absolute Mehrheit mit 52,8 Prozent bzw. 52,9 Prozent der abgegebenen Stimmen verteidigen und bei der Landtagswahl 2003 bei geringer Wahlbeteiligung (57,3 Prozent) auf 60,7 Prozent ausbauen. Mit diesem zweitbesten Ergebnis ihrer Geschichte erhielt die CSU eine Zweidrittelmehrheit (124 von 180) der Sitze im Bayerischen Landtag, die aber in Bayern keine Verfassungsänderungen ermöglicht.
Am 4. September 1999 teilte Ministerpräsident Stoiber dem Justizminister Alfred Sauter dessen beabsichtigte Entlassung mit, weil er ihn für die sogenannte LWS-Affäre verantwortlich machte. Die halbstaatliche Wohnungsbaugesellschaft LWS hatte zu diesem Zeitpunkt 367 Millionen Mark Verlust angehäuft. Sauter bezeichnete Stoibers Anschuldigungen als „Schafsscheiß“ und rechnete eine Woche später im Landtag öffentlich mit ihm ab.

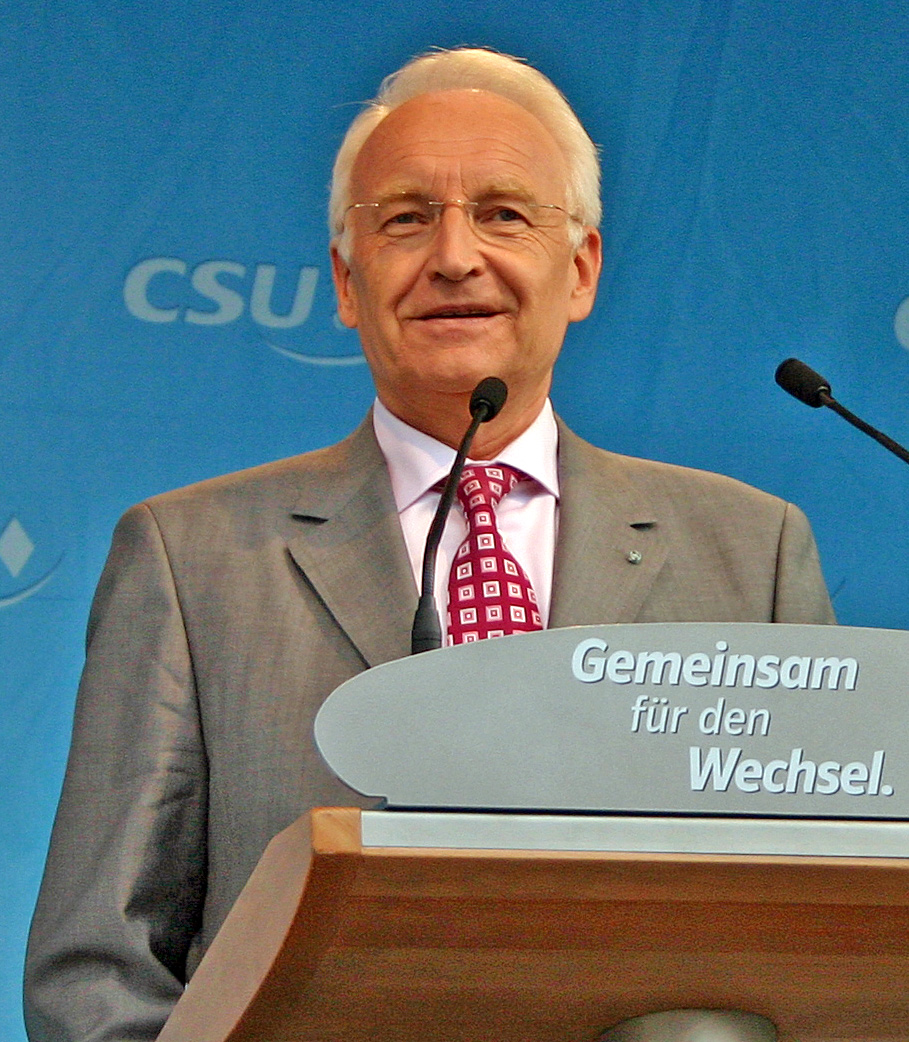
Edmund Stoiber auf einer Wahlkampfveranstaltung in Würzburg (2005)

Vom 18. Oktober bis zum 8. November 2005 war Stoiber Mitglied des 16. Deutschen Bundestages. Im selben Jahr war er als Wirtschaftsminister für das Kabinett Merkel vorgesehen, entschied sich allerdings am 1. November gegen diesen Posten. Den Rückzug begründete er mit dem damals gleichzeitig angekündigten Rücktritt von Franz Müntefering als Parteivorsitzender der Sozialdemokraten. Außerdem konnte er seine Pläne für ein Superministerium im Streit mit der designierten Forschungsministerin Annette Schavan (CDU) nicht voll umsetzen. Seine Unentschlossenheit, in eine Bundesregierung unter Angela Merkel einzutreten, stieß auch in der CSU auf Kritik. Diese forderte, sollte Stoiber in München einen Neuanfang wagen, einen Politikwechsel, damit der Ministerpräsident sich wieder das Vertrauen der Wähler sichern könne.
Innerparteilich wurde nach Stoibers Rückkehr aus Berlin die Meinung vertreten, dass er nicht zur Wiederwahl als Ministerpräsident antreten solle. Am 18. Januar 2007 gab Stoiber aufgrund schwindenden Rückhaltes in seiner Partei sowie sinkender Umfragewerte bekannt, dass er sein Amt als Regierungschef in Bayern am 30. September 2007 abgeben werde. Das vierte Kabinett Stoiber blieb bis zum 16. Oktober 2007 kommissarisch im Amt.
Zu seinem Abschied als Ministerpräsident Bayerns gab die Bundeswehr am 2. Oktober 2007 eine Serenade im Münchner Hofgarten. Gäste waren unter anderem Verteidigungsminister Franz Josef Jung und Generalinspekteur Schneiderhan. Neuer bayerischer Ministerpräsident wurde am 9. Oktober der bisherige Innenminister Günther Beckstein. Zur Landtagswahl in Bayern 2008 stand Stoiber nicht mehr zur Wahl. Als ehemaliger Ministerpräsident unterhält er in München ein Büro.
Im Nachhinein wird der Rückzug aus Berlin als Anfang vom Ende Stoibers politischer Karriere angesehen. In der letzten Phase seiner Amtszeit fanden seine diversen Versprecher ein zunehmendes Medienecho. Ein typisches Beispiel ist eine Passage der sogenannten Transrapid-Rede beim Neujahrsempfang 2002 der Münchener CSU, die 2006 wiederentdeckt und zu einer populären Persiflage wurde.

### EU-Kommission
Im Februar 2004 wurde Stoiber von Jacques Chirac mit Zustimmung von Bundeskanzler Gerhard Schröder das Amt des Präsidenten der Europäischen Kommission angetragen, was er jedoch ablehnte.
Nach seinem Rücktritt wurde Stoiber auf Vorschlag von José Manuel Barroso im November 2007 in Brüssel zum ehrenamtlichen Leiter einer Arbeitsgruppe der Europäischen Kommission zum Abbau der Bürokratie ernannt, die EU-Industriekommissar Günter Verheugen unterstellt war und im Oktober 2014 ihren Abschlussbericht veröffentlichte. Nach eigenen Angaben soll die Arbeitsgruppe dazu beigetragen haben, dass die Unternehmen in Europa jedes Jahr 33 Milliarden Euro an Kosten einsparen.

### Sonstiges Engagement

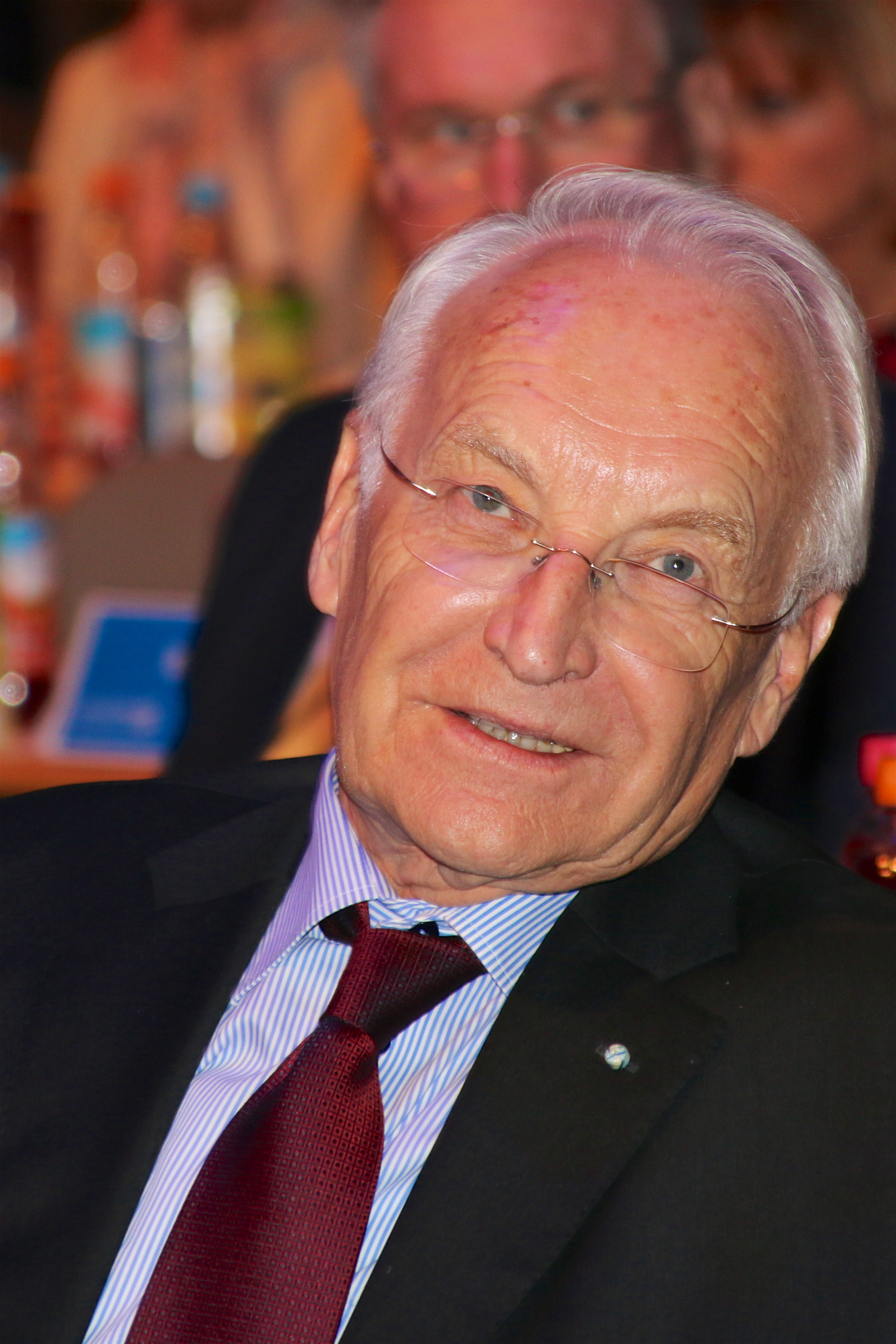
Edmund Stoiber auf dem CSU-Parteitag 2015

Als Ministerpräsident war Stoiber Kurator der Initiative Neue Soziale Marktwirtschaft. Zusammen mit Franz Müntefering war er Vorsitzender der Bundesstaatskommission, einer gemeinsamen Kommission von Bundesrat und Bundestag zur Modernisierung der bundesstaatlichen Ordnung Deutschlands. Seit 2006 ist Stoiber Mitglied im Präsidium des Lobbyvereins Deutsch-russisches Rohstoff-Forum. Dieser Verein wurde bis 2015 von Gazprom über seine früheren Töchter VNG AG und Gazprom Germania finanziert. Er erhielt Geld dafür, aber nicht direkt, sondern als angeblicher Berater der VNG AG. Auch die Gelder an das Deutsch-russisches Rohstoff-Forum flossen nicht direkt, sondern über einen Verein zur Förderung der wissenschaftlich-technischen Zusammenarbeit im Rohstoffsektor. Nach dem Russischen Überfall auf die Ukraine 2022 wurden die Aktivitäten des Vereins im Februar 2022 eingefroren.
Weiterhin engagierte er sich in zahlreichen anderen Funktionen:
- Mitglied des ZDF-Verwaltungsrates (17. Juni 1993 bis September 2010, als Vertreter der Länder)
- Vorsitzender des Stiftungsrates der Bayerischen Landesstiftung
- Vorsitzender des Stiftungsrates der Bayerischen Forschungsstiftung
- Vorsitzender des Verwaltungsbeirates des FC Bayern München e. V.
- Vorsitzender des Stiftungsrates der Sudetendeutschen Stiftung
- Vorsitzender des Stiftungsrates der Buchheim-Stiftung (Träger des Buchheim-Museums)
- Mitglied in den Aufsichtsräten der Nürnberger Beteiligungs-Aktiengesellschaft, der Nürnberger Lebensversicherung AG (seit 02/2008) und der FC Bayern München AG
- Mitglied des Hochschulrats der Technischen Universität München
- Mitglied bei Spielvereinigung Unterhaching e. V., TSV 1860 München e. V., Eis Club „Die Löwen“ Bad Tölz e. V., Parsberger Schützen Alling, Trachtenverein „D'Loisachtaler“, Bezirksfischereiverein Wolfratshausen.
- Ehrenkommandant der Gebirgsschützenkompanie Wolfratshausen
- Ehrenmitglied der Freiwilligen Feuerwehr Wolfratshausen
- Mitglied des Deutschen Ordens als Familiare OT
- Ehrenmitglied der katholischen Studentenverbindung KDStV Trifels München im CV.
- Mitglied im Verein gegen betrügerisches Einschenken, München
- Botschafter für die Fußball-Weltmeisterschaft 2006 der Menschen mit Behinderung in Deutschland
- Mitglied des Kuratoriums der DFL Stiftung (ehemals Bundesliga-Stiftung)[19]
- Mitglied der Deutschen Akademie für Fußball-Kultur.[20]
- Vorsitzender des Beirats der ProSiebenSat.1 Media[21]
- Mitglied des Advisory Council der Münchner Sicherheitskonferenz[22]

### Privates
Stoiber ist seit Februar 1968 mit Karin Stoiber, geb. Rudolf, verheiratet. Ihre Familie stammt aus dem Sudetenland. Das Ehepaar hat drei Kinder sowie sieben Enkelkinder und wohnt in Wolfratshausen.

## Politische Positionen
Stoiber hat sich zu ausgewählten Politikfeldern, insbesondere den Themen Ehe, Homosexualität und Einwanderung eindeutig positioniert. Seine scharfe Rhetorik wirkt oft polarisierend. Er folgt damit der von seinen Vorgängern verfolgten Linie, konservative Kreise in die Partei zu integrieren. Zur Zeit seines Ausscheidens als Parteichef und Ministerpräsident erklärte er in einem Interview im September 2007, Franz Josef Strauß, sein politischer Mentor, habe Grundsätze formuliert und geprägt, die heute noch genauso gültig seien wie damals. Konservativ sein heiße, an der Spitze des Fortschritts zu marschieren. Rechts von der CSU dürfe es keine demokratisch legitimierte Partei geben. Der Maßstab für die CSU als Volkspartei bei Wahlen sei 50 Prozent plus x. Auch bei sehr guten Wahlergebnissen dürfe man sich nicht zurücklehnen, denn dies seien Momentaufnahmen und keine Bankguthaben.

### Wirtschaft und Haushalt
In der Wirtschaftspolitik sprach sich Stoiber gegen eine schuldenfinanzierte Politik aus – im Interesse der zukünftigen Generationen und auch wegen der Stabilitätskriterien zur Euro-Einführung. Die Stärkung des in Deutschland führenden Wirtschaftsstandortes Bayern unter anderem durch die so genannte „High-Tech-Offensive Bayern“ habe zwar für ihn Priorität, doch gebe es „im Zeitalter der Globalisierung keinen Weg zurück zu einem antiquierten Wirtschaftsnationalismus“.
Stoiber war im Rahmen der Föderalismusreform federführend an der 2001 beschlossenen Neuordnung des Länderfinanzausgleichs beteiligt. Er erklärte in einer Regierungserklärung, Bayern könne „höchst zufrieden“ sein.
Er erklärte wiederholt, die hohen Transferzahlungen zum Ausgleich räumlicher Disparitäten – z. B. von Nord- nach Süditalien oder von West- nach Ostdeutschland – sollten auslaufen. Der Übertrag nationaler Souveränität in der Geldpolitik auf die Europäische Zentralbank müsse durch eine föderalistische Wirtschafts-, Finanz- und Haushaltspolitik ergänzt werden.
Stoiber betrieb in Bayern seit der gewonnenen Landtagswahl 2003 eine rigide Sparpolitik, damit ab 2006 der Haushalt ausgeglichen sei, um den Rahmen für einen langfristig stabilen Wohlstand des Landes zu bilden. Politische Beobachter unterstellten damals, Stoiber wollte sich damit auch eine Empfehlung für ein Amt als Wirtschafts- und Finanzminister auf Bundesebene nach der nächstanstehenden Bundestagswahl erwerben.

### Außen- und Sicherheitspolitik
Stoiber sprach sich wiederholt strikt gegen einen Beitritt der Türkei zur Europäischen Union aus, denn im Fall einer Aufnahme würde die Europäische Union eine Grenze mit Staaten wie Iran, Syrien und Irak haben. Europa würde sich so „nicht mehr zu bewältigende Schwierigkeiten“ aufladen. Jenseits der Tatsache, dass nach wie vor massive Zweifel an der Rechtsstaatlichkeit der Türkei bestünden, müsse über die erwähnten Kernfragen eine „europaweite Diskussion“ stattfinden. Die EU und speziell Deutschland seien Freunde der Türkei. Trotzdem aber stehe nicht ein Beitritt auf dem Programm, sondern die Entwicklung „sehr spezieller, sehr enger Beziehungen“ zwischen der EU und der Türkei. Die Reformansätze in der Türkei müssten erst noch weiter entwickelt und umgesetzt werden. Auch von der neuen unionsgeführten Bundesregierung verlangte Stoiber einen schärferen Kurs gegenüber der Türkei und ein „Einfrieren“ der EU-Beitrittsgespräche.
Stoiber forderte wiederholt Wiedergutmachung von Seiten der tschechischen Regierung für die Verluste und Leiden der im Zweiten Weltkrieg Vertriebenen. Bei einigen stieß auf Widerspruch, dass er dabei die Frage von Entschädigungszahlungen und Aufhebung der Beneš-Dekrete mit dem EU-Beitritt von Tschechien im Rahmen der EU-Osterweiterung am 1. Mai 2004 verknüpfte. Bayern ist von der Thematik stark betroffen, weil sich hier ein Großteil der ab 1945 aus dem ehemaligen Sudetenland Vertriebenen niedergelassen hatte, darunter auch Stoibers Ehefrau.
In der Diskussion um die Wehrpflicht tritt Stoiber für eine Sicherheitspolitische Dienstpflicht ein.
In der Debatte um eine mögliche deutsche Beteiligung an UN-Missionen im Libanon-Konflikt wies Stoiber darauf hin, dass es aufgrund der deutschen Vergangenheit schwer sei, gegenüber Israel eine neutrale, gegebenenfalls aber auch resolute Haltung zu bewahren, und deshalb das Risiko, in Kampfeinsätze hineingezogen zu werden, vermieden werden sollte.

### Einwanderung

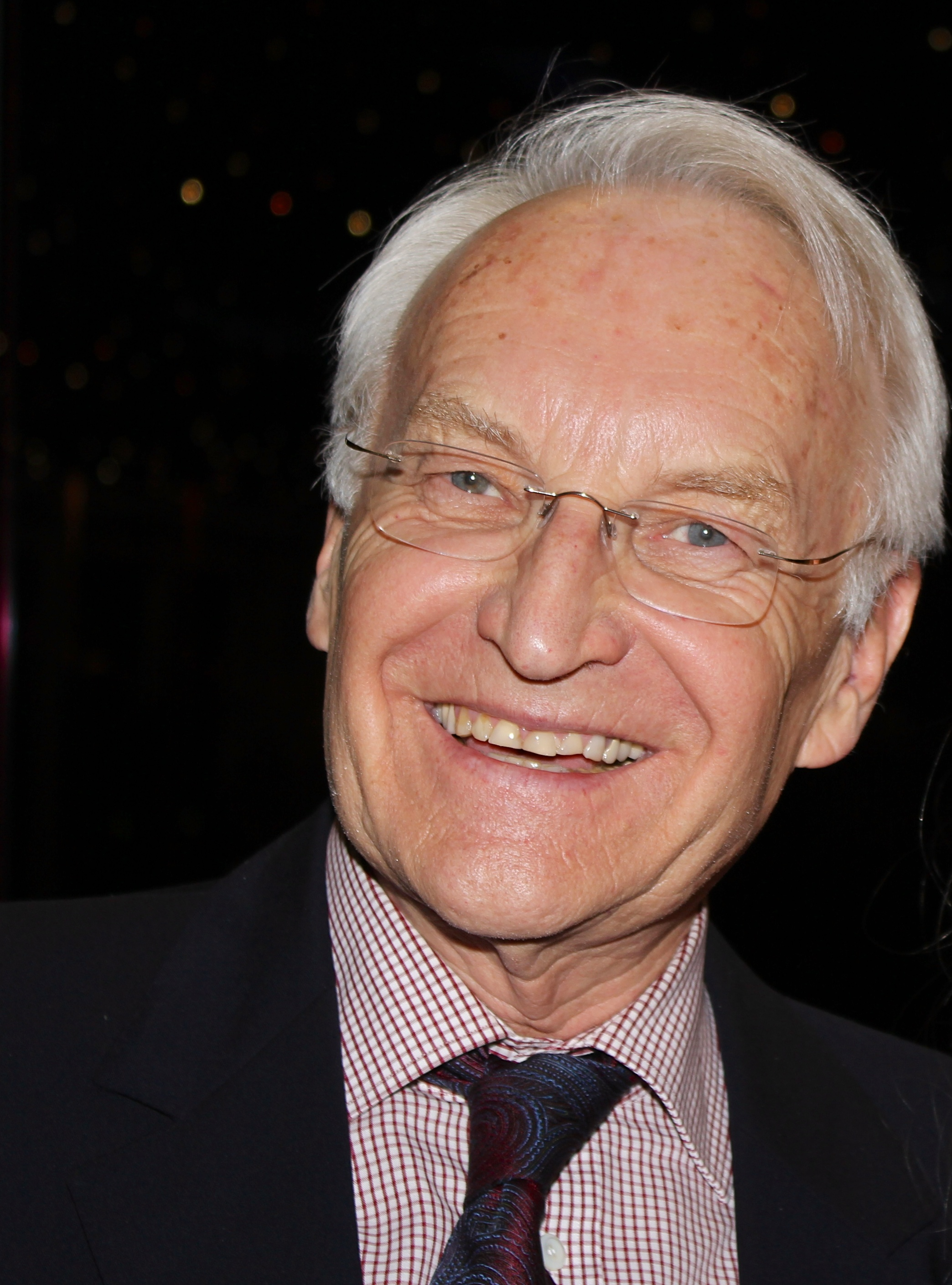
Edmund Stoiber (2013)

Bei der Vorlage des Regierungsentwurfs eines Einwanderungsgesetzes der rot-grünen Bundesregierung forderte Stoiber eine in Umfang, Ausmaß und Anforderungen enger umrissene Form der Zu- und Einwanderung.
Laut Süddeutscher Zeitung vom 4. November 1988 soll Stoiber während eines Gesprächs mit Journalisten vor einer „durchmischten und durchrassten Gesellschaft“ gewarnt haben. Später berichtete ihr Redakteur Michael Stiller, er habe lediglich Oskar Lafontaine bei einem Hintergrundgespräch vorgeworfen, eine „multinationale Gesellschaft“ zu wollen, die „von den Republikanern als durchmischt und durchrasst bezeichnet und von den Bürgern abgelehnt“ werde. Stoiber sprach damals von einem aus dem Zusammenhang gerissenen Zitat, später „gestand“ er laut der Welt, „daß dieser Satz vielleicht ein bißchen zu pointiert war.“ In der Debatte um die Flüchtlingskrise in Europa 2015 widersprach Stoiber Angela Merkel, indem er erklärte, dass das deutsche Asylrecht zwar juristisch keine Obergrenze vorsehe, aber dies praktisch nicht leisten könne und dass wohl die Muslime, nicht aber der Islam zu Deutschland gehöre. Wolfgang Schäuble schildert in seiner am 8. April 2024 veröffentlichten Autobiographie, wie Stoiber ihn während der Flüchtlingskrise in Deutschland 2015/2016 zum Sturz von Bundeskanzlerin Merkel aufrief und aufforderte, selbst Kanzler zu werden. Schäuble wies das eigener Aussage zufolge aus Loyalitätsgründen zurück. Angesprochen auf die Berichte darüber sagte Stoiber: „Ich habe mit wenigen Kollegen in meinem Leben so viele persönliche und vertrauliche Gespräche seit den 80er Jahren bis in die letzten Jahre hinein geführt, wie mit meinem langjährigen und eng verbundenen Kollegen Wolfgang Schäuble. Berichte darüber habe ich niemals kommentiert und das gilt für mich natürlich auch heute nach seinem Tod weiter“.

### Blasphemie
2006 strahlte der Sender MTV einen Werbespot für die kontrovers diskutierte Zeichentrick-Fernsehserie Popetown aus. Dieser zeigte unter dem Titel „Lachen statt Rumhängen“ einen vom Kreuz gestiegenen lachenden Christus beim Fernsehen. Die Ausstrahlung führte, auch in Zusammenhang mit den zuvor erschienenen Mohammed-Karikaturen und einem Auftritt des Schauspielers Mathieu Carrière, bei dem dieser in einem Jesuskostüm an einem Kreuz hängend für mehr Rechte von Trennungsvätern demonstrierte, zu einer öffentlichen Debatte um die Bedeutung der Gotteslästerung in Deutschland. Stoiber forderte in Folge eine Verankerung von härteren Strafen wegen Blasphemie im Strafrecht. Er erklärte, es dürfe nicht alles mit Füßen getreten werden, was anderen heilig ist. Der Paragraf 166 des Strafgesetzbuches sei „völlig stumpf und wirkungslos, weil er eine Bestrafung nur dann vorsieht, wenn der öffentliche Frieden gefährdet ist und Aufruhr droht“. Wer bewusst auf den religiösen Empfindungen anderer Menschen herumtrampele, müsse mit Konsequenzen rechnen – in schweren Fällen mit bis zu drei Jahren Gefängnis. Stoiber begründete seine Position weiterhin damit, der Streit um die Mohammed-Karikaturen zeige auf alarmierende Weise, wohin die Verletzung religiöser Gefühle führen könne.
Seitens der Kirchen wurde die Initiative Stoibers nicht unterstützt. Während die Deutsche Bischofskonferenz erklärte, sie werde sich zu dem Vorschlag nicht äußern, lehnte die Evangelische Kirche in Deutschland (EKD) diesen ausdrücklich ab. Petra Bahr, Kulturbeauftragte der EKD, erklärte in diesem Zusammenhang: „Wir sehen keine Gründe für die Verschärfung des Strafrechts“. Die Rechtsprechung sei bislang sensibel mit blasphemischen Handlungen umgegangen.
Im folgenden Jahr legte Stoibers Justizministerin Beate Merk einen Gesetzesvorschlag zur Verschärfung des § 166 StGB vor. Dieser stellte die Grundlage für eine Bundesratsinitiative zur Änderung des Paragrafen dar. Nach der Vorlage sollte nicht erst eine Beschimpfung von Religion und Kirche, die den öffentlichen Frieden stören könnte, strafbar sein, sondern bereits die Verspottung oder Herabwürdigung. Die Vorlage sah vor, dass der öffentliche Friede zukünftig schon dann gestört werde, wenn der Spott „das Vertrauen der Betroffenen in die Achtung ihrer religiösen oder weltanschaulichen Überzeugung beeinträchtigen oder bei Dritten die Bereitschaft zu Intoleranz“ gegenüber Religion fördern könne. Stoibers Initiative blieb folgenlos. Die CSU hatte bereits 1986, 1995 und 1998 versucht, Blasphemie einfacher und härter unter Strafe zu stellen, die drei ersten Bundesratsinitiativen scheiterten ebenfalls.

### Eingetragene Lebenspartnerschaften
Stoiber trat als Kanzlerkandidat im Bundestagswahlkampf 2002 vehement gegen die Einführung der von Sozialdemokraten und Grünen befürworteten gleichgeschlechtlichen eingetragenen Lebenspartnerschaften in Deutschland ein. Das von Bayern zusammen mit den Bundesländern Sachsen und Baden-Württemberg angestrengte abstrakte Normenkontrollverfahren gegen die eingetragene Lebenspartnerschaft wurde vom Bundesverfassungsgericht in Karlsruhe abgewiesen. Gegen die im Jahr 2005 beschlossene Novelle zum Lebenspartnerschaftsgesetz, die von Sozialdemokraten, Grünen und der FDP getragen wurde und zum 1. Januar 2006 in Kraft trat, strebte Stoiber erneut ein gerichtliches Verfahren gegen die Einführung der Stiefkindadoption durch gleichgeschlechtliche Paare vor dem Bundesverfassungsgericht an, das diesmal allein vom CSU-regierten Bundesland Bayern betrieben wurde. Es wurde ebenfalls abschlägig beschieden.

## Ehrungen und Auszeichnungen
- 1984: Bayerischer Verdienstorden

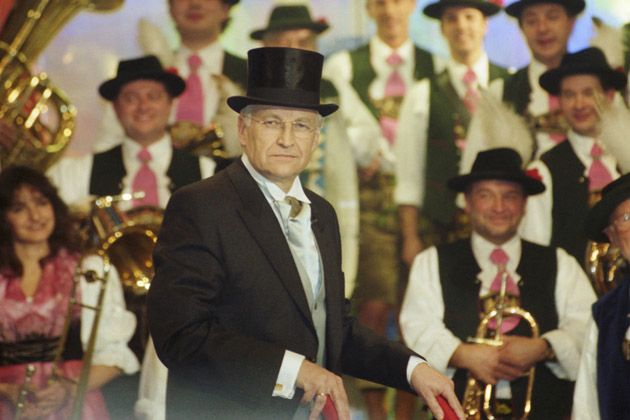
Edmund Stoiber während der Verleihung des Ordens wider den tierischen Ernst, März 2000

- 1986: Bundesverdienstkreuz 1. Klasse
- 1994: Großes Verdienstkreuz mit Stern
- 1995: Europäischer Karlspreis der Sudetendeutschen Landsmannschaft
- 1996: Karl-Valentin-Orden
- 1997: Lucius D. Clay Medaille
- 1998: Bayerischer Bierorden
- 1999: Großes Verdienstkreuz mit Stern und Schulterband
- 1999: Großkreuz des Sterns von Rumänien
- 2000: Orden wider den tierischen Ernst
- 2000: Komtur mit Stern des Verdienstordens der Republik Ungarn
- 2000: Großes Goldenes Ehrenzeichen am Bande für Verdienste
 um die Republik Österreich[46]
- 2001: Ehrensenator der Akademie der Bildenden Künste München
- 2002: Kommandeur der Ehrenlegion
- 2003: Offizier des Ordre national du Québec[47]
- 2004: Großkreuz des Verdienstordens der Bundesrepublik Deutschland
- 2004: Großkreuz des Ehrenzeichens des Landes Salzburg[48]
- 2006: Großkreuz des Verdienstordens der Italienischen Republik[49]
- 2007: Großes Goldenes Ehrenzeichen des Landes Oberösterreich[50]
- 2007: Ehrendoktor der südkoreanischen Sogang-Universität[51]
- 2007: Großer Tiroler Adler-Orden
- 2008: Steiger Award
- 2008: Ohel-Jakob-Medaille
- 2009: Verdienstorden des Landes Baden-Württemberg
- 2013: Großer Verdienstorden des Landes Südtirol
- 2017: Medaille für besondere Verdienste um Bayern in einem Vereinten Europa
- 2017: Ehrensenator der TU München[52]
- 2019: Großkreuz des Verdienstordens der Republik Ungarn[53]

## Schriften
- Der Hausfriedensbruch im Lichte aktueller Probleme. (München, Univ., Diss., 1971).
- Weil die Welt sich ändert. Politik aus Leidenschaft – Erfahrungen und Perspektiven. Siedler, München 2012, ISBN 978-3-8275-0005-2.
- Regierungserklärung: Bayern 2020: Kinder, Bildung, Arbeit. Bayerische Staatskanzlei, München 2007, DNB 995103194 (am 17. Juli 2007 vor dem Bayerischen Landtag).
- mit Friedrich Kabermann: Das Maß der Dinge. Über die Kunst, das politisch Notwendige zu tun. Droemer Knaur, München 2001, ISBN 3-426-27251-2.

## Rundfunkberichte
- Hans-Jürgen Bartsch und Friederike Schulz: Zäher Machtwechsel in Bayern – Aufstieg und Fall des Edmund Stoiber, Deutschlandfunk – Hintergrund vom 18. Januar 2007
- Barbara Roth: Das Ringen um Stoibers Erbe – Die CSU vor dem Führungswechsel, Deutschlandfunk – Hintergrund vom 28. August 2007
- Barbara Roth: Erzwungener Rücktritt eines Unermüdlichen – Eine Bilanz der Ära Edmund Stoiber, Deutschlandfunk – Hintergrund vom 27. September 2007
- Peter Kveton und Michael Watzke: Große Pläne, fauler Deal – Edmund Stoiber, die Bayern LB und die politische Verantwortung, Deutschlandfunk – Hintergrund vom 12. Oktober 2010
- Hoeneß und Stoiber – Nützliche Freundschaft, Deutschlandfunk – Hintergrund vom 13. März 2014
- Benjamin Dierks: Kampf gegen die Brüsseler Bürokratie – Eine Brotzeit mit Edmund Stoiber, Deutschlandfunk – Hintergrund vom 19. August 2016